# آرامگاه رکوله‌تا
آرامگاه رکوله‌تا (اسپانیایی: Cementerio de la Recoleta‎) نام گورستانی در محلهٔ رکوله‌تا در بوئنوس آیرس پایتخت آرژانتین است.
این آرامگاه، محلِ دفن برخی از اشخاص مشهور آرژانتین همچون رؤسای جمهور این کشور، برندگان جایزه نوبل، بنیان‌گذار نیروی دریایی آرژانتین، اوا پرون و همچنین نوهٔ ناپلئون بناپارت است.
در سال ۲۰۱۱ میلادی، بی‌بی‌سی آنرا یکی از بهترین گورستان‌های جهان نامید.
در سال ۲۰۱۳ میلادی، سی‌ان‌ان آنرا در فهرست یکی از ۱۰ آرامگاه زیبای جهان قرار داد.